# Volvo Car Open 2018

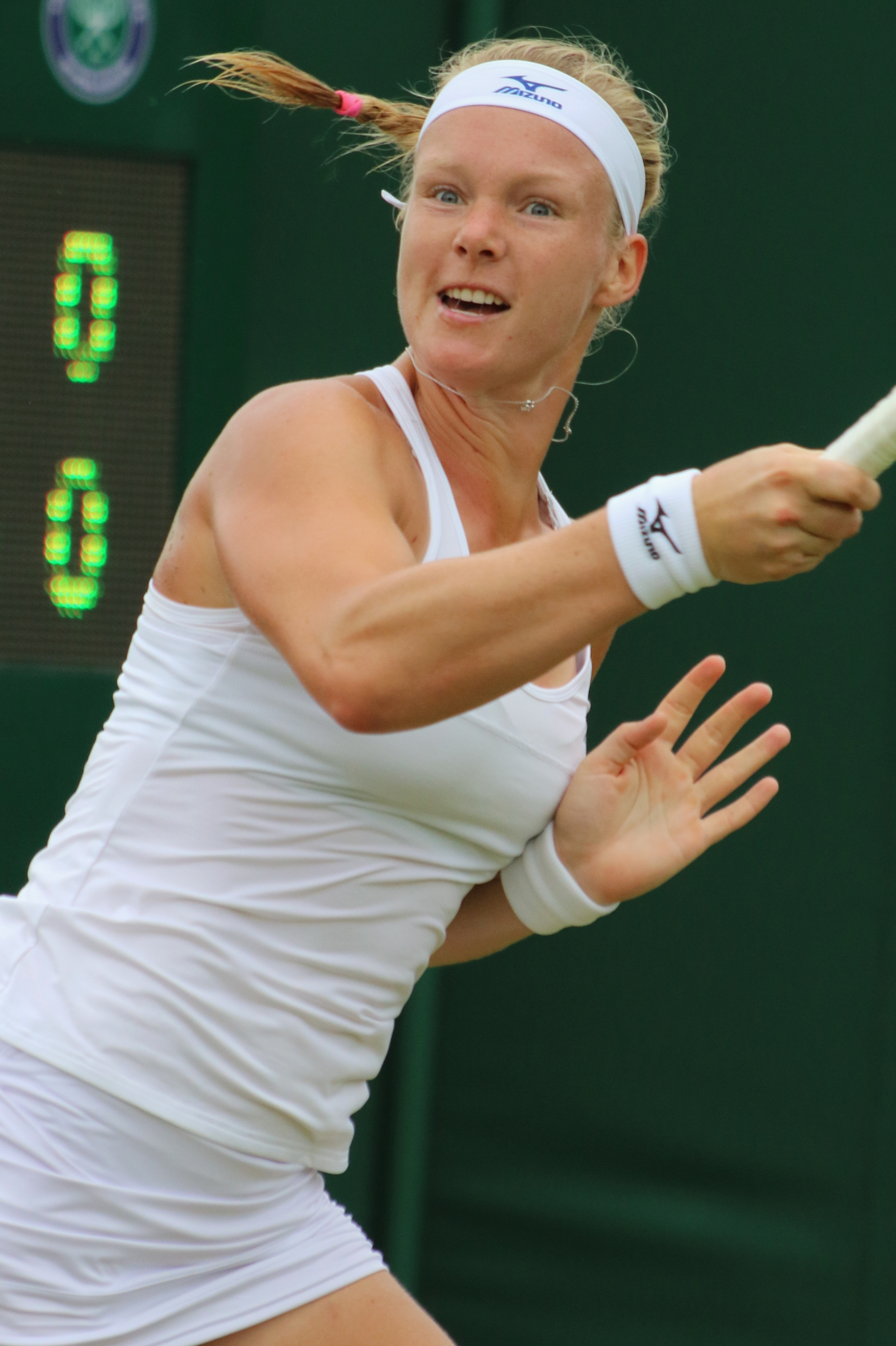
Tennistka

Volvo Car Open 2018 byl tenisový turnaj ženského profesionálního okruhu WTA Tour, hraný v areálu Family Circle Tennis Center na otevřených dvorcích. Jednalo se o jediný turnaj ženské sezóny na zelené antuce. Koná se mezi 2. až 8. dubnem 2018 v jihokarolínském Charlestonu jako čtyřicátý šestý ročník turnaje.
Rozpočet turnaje činil 800 000 dolarů. V rámci WTA Tour se řadil do kategorie WTA Premier Tournaments. Nejvýše nasazenou hráčkou ve dvouhře se stala světová sedmička Caroline Garciaová z Francie, kterou ve třetím kole vyřadila krajanka Alizé Cornetová po třísetovém průběhu. Jako poslední přímá účastnice do dvouhry nastoupila kanadská 116. hráčka žebříčku Eugenie Bouchardová.
Pátý singlový titul na okruhu WTA Tour a první z kategorie Premier získala 26letá Nizozemka Kiki Bertensová. Premiérovou společnou trofej v ženské čtyřhře vybojoval  rusko-slovinský pár Alla Kudrjavcevová a Katarina Srebotniková.

## Distribuce bodů a finančních odměn

### Distribuce bodů
| Soutěž  | vítězky | finalistky | semifinalistky | čtvrtfinalistky | 16 v kole | 32 v kole | Q  | Q2 | Q1 |
| ------- | ------- | ---------- | -------------- | --------------- | --------- | --------- | -- | -- | -- |
| dvouhra | 470     | 305        | 185            | 100             | 55        | 1         | 25 | 13 | 1  |
| čtyřhra | 470     | 305        | 185            | 100             | 1         | —         | —  | —  | —  |

### Finanční odměny
| Soutěž                                | vítězky  | finalistky | semifinalistky | čtvrtfinalistky | 16 v kole | 32 v kole | 64 v kole | Q2     | Q1   |
| ------------------------------------- | -------- | ---------- | -------------- | --------------- | --------- | --------- | --------- | ------ | ---- |
| dvouhra                               | $137 125 | $72 841    | $35 890        | $18 387         | $9 568    | $4 898    | $2 516    | $1 150 | $700 |
| čtyřhra                               | $42 850  | $22 900    | $12 510        | $6 365          | $3 460    | —         | —         | —      | —    |
| částky ve čtyřhře jsou uváděny na pár |          |            |                |                 |           |           |           |        |      |

## Ženská dvouhra

### Nasazení
| Stát                           | Hráčka                 | WTA | Nasazení |
| ------------------------------ | ---------------------- | --- | -------- |
| Francie                        | Caroline Garciaová     | 7.  | 1.       |
| Česko                          | Petra Kvitová          | 9.  | 2.       |
| Rusko                          | Darja Kasatkinová      | 11. | 3.       |
| USA                            | Sloane Stephensová     | 12. | 4.       |
| Německo                        | Julia Görgesová        | 13. | 5.       |
| Spojené království             | Johanna Kontaová       | 14. | 6.       |
| USA                            | Madison Keysová        | 15. | 7.       |
| Lotyšsko                       | Anastasija Sevastovová | 17. | 8.       |
| Austrálie                      | Ashleigh Bartyová      | 20. | 9.       |
| Japonsko                       | Naomi Ósakaová         | 22. | 10.      |
| Austrálie                      | Darja Gavrilovová      | 26. | 11.      |
| Nizozemsko                     | Kiki Bertensová        | 29. | 12.      |
| Rumunsko                       | Irina-Camelia Beguová  | 37. | 13.      |
| Francie                        | Alizé Cornetová        | 38. | 14.      |
| Rumunsko                       | Mihaela Buzărnescuová  | 39. | 15.      |
| Rusko                          | Jelena Vesninová       | 43. | 16.      |
| Žebříček WTA k 19. březnu 2018 |                        |     |          |

### Jiné formy účasti
Následující hráčky obdržely divokou kartu do hlavní soutěže:
- Hayley Carterová
- Kayla Dayová
- Bethanie Matteková-Sandsová

Následující hráčky postoupily z kvalifikace:
- Ana Bogdanová
- Verónica Cepedeová Roygová
- Sofia Keninová
- Aleksandra Krunićová
- Asia Muhammadová
- Anastasia Rodionovová
- Sílvia Solerová Espinosová
- Fanny Stollárová

Následující hráčky postoupily z kvalifikace jako tzv. šťastné poražené:
- Ons Džabúrová[1]
- Grace Minová[1]
- Sara Erraniová
- Bethanie Matteková-Sandsová

Následující hráčky postoupily z kvalifikace:
- Francesca Di Lorenzová
- Caroline Dolehideová
- Georgina Garcíaová Pérezová
- Věra Lapková
- Claire Liuová
- Sílvia Solerová Espinosová
- Fanny Stollárová
- Maryna Zanevská

Následující hráčka postoupils z kvalifikace jako tzv. šťastná poražená:
- Dajana Jastremská

### Odhlášení
před zahájením turnaje
- Catherine Bellisová → nahradila ji  Kristie Ahnová
- Kaia Kanepiová → nahradila ji  Polona Hercogová
- Ana Konjuhová → nahradila ji  Andrea Petkovicová
- Petra Martićová → nahradila ji  Sofia Keninová
- Shelby Rogersová → nahradila ji  Jennifer Bradyová
- Lucie Šafářová → nahradila ji  Taylor Townsendová
- Maria Sakkariová → nahradila ji  Bernarda Peraová
- Sloane Stephensová → nahradila ji  Dajana Jastremská
- Barbora Strýcová → nahradila ji  Natalja Vichljancevová

### Skrečování
- Beatriz Haddad Maiová (poranění levého zápěstí)[1]
- Věra Lapková (poranění levého kolena)[1]

## Ženská čtyřhra

### Nasazení
| Stát                                                                       | Hráčka                   | Stát      | Hráčka                         | WTA | Nasazení |
| -------------------------------------------------------------------------- | ------------------------ | --------- | ------------------------------ | --- | -------- |
| Kanada                                                                     | Gabriela Dabrowská       | Čína      | Sü I-fan                       | 16. | 1.       |
| USA                                                                        | Bethanie Mattek-Sandsová | Česko     | Andrea Sestini Hlaváčková      | 33. | 2.       |
| Slovinsko                                                                  | Andreja Klepačová        | Španělsko | María José Martínez Sánchezová | 42. | 3.       |
| Česko                                                                      | Barbora Krejčíková       | Česko     | Kateřina Siniaková             | 44. | 4.       |
| Žebříček WTA k 19. březnu 2018; číslo je součtem umístění obou členek páru |                          |           |                                |     |          |

### Jiné formy účasti
Následující páry obdržely divokou kartu do hlavní soutěže:
- Lara Arruabarrenová /  Sara Erraniová[4]
- Misaki Doiová /  Christina McHaleová[4]

## Přehled finále

### Ženská dvouhra
- Kiki Bertensová vs.  Julia Görgesová, 6–2, 6–1

### Ženská čtyřhra
- Alla Kudrjavcevová /  Katarina Srebotniková vs.  Andreja Klepačová /  María José Martínezová Sánchezová, 6–3, 6–3